# 1981年バレーボール女子北中米選手権
1981年バレーボール女子北中米選手権（1981 Women's NORCECA Volleyball Championship）は、1981年にメキシコのメキシコシティで開催された、北中米バレーボール連盟主催の第7回バレーボール北中米選手権女子大会。
出場国は9カ国。アメリカ合衆国が初優勝を飾った。

## 出場国
- オランダ領アンティル
- バハマ
- カナダ
- キューバ
- ドミニカ共和国
- グアテマラ
- メキシコ
- プエルトリコ
- アメリカ合衆国

## 最終結果
| 1981年女子北中米選手権優勝国 |
| ---------------------------- |
| · アメリカ合衆国 · 初優勝    |

| 順位 | 国                   |
| ---- | -------------------- |
| 1    | アメリカ合衆国       |
| 2    | キューバ             |
| 3    | メキシコ             |
| 4    | カナダ               |
| 5    | ドミニカ共和国       |
| 6    | プエルトリコ         |
| 7    | オランダ領アンティル |
| 8    | バハマ               |
| 9    | グアテマラ           |